# テレク・ソビエト共和国

テレク・ソビエト共和国
Терская Советская Республика

上部の赤い領域

テレク・ソビエト共和国（テレク・ソビエトきょうわこく、ロシア語: Терская Советская Республика）は、1918年から翌1919年にかけてテレク州に存在した、ロシア社会主義連邦ソビエト共和国の構成国家である。テレク人民ソビエト共和国（テレクじんみんソビエトきょうわこく、Терская Народная Советская Республика ）とも。

## 沿革
1918年3月16日（ユリウス暦3日）、ピャチゴルスクで開催された第2回テレク人民大会において樹立が宣言され、翌17日にソビエト権力を承認した。人民委員会議議長にはボリシェヴィキからサムイル・ブアチゼが、就任し、その他の人民委員にはボリシェヴィキからユーリー・フィガトネル（内務）、S・ドロプコ（鉄道輸送）、ヤーコフ・マルクス（教育）が、メンシェヴィキとロシア社会民主労働党国際派 (ru) からはヤーコフ・ブトゥイリン（軍事）、I・I・エレドフ（食糧・貿易）、エルモライ・ボグダノフ（労働・産業）が、社会革命党左派からはユーリー・パシュコフスキー（農業）、A・A・アンドレーエフ（金融）、P・F・カルピンスキー（国家統制議長）、I・S・イヴァンチェンコ（保健・社会・福祉）が、無所属でK・N・ディグロフ（法務）、ガプル・アフリエフ（ru, 民族問題）、A・ソモフ（テレク・コサック軍問題）が就いた。
4月18日に承認された法令によれば、その領域はピャチゴルスク、モズドク、スンジャ、キズリャルの4つの部と、ナリチク、ナズラン、グロズヌイ、ハサヴユルト、ヴェジェノ、ウラジカフカスの6つの管区からなっていた。
6月20日にブアチゼが死去し、人民委員会議議長にはパシュコフスキーが新たに就いた。年末には共産化が進み、企業・土地・森林・鉱山の個人所有禁止と貧民への再配分が行われた。5月の第3回人民大会では革命軍の形成について議論され、7月から8月にかけての第4回大会では反革命勢力対策についての議論がなされ、ボリシェヴィキ7人を含む新たな人民委員会議の議長にはフリッツ・ブッレが就任した。しかし、やがて政権は臨時テレク・ダゲスタン政府 (ru) などの反革命コサック軍に押されて首都をウラジカフカスに移転し、さらに7月7日に開催された第1回北カフカース・ソビエト大会において、テレク共和国は他のソビエト共和国とともに北カフカース・ソビエト共和国に再編されることが決定された。テレク共和国はその後も北カフカース共和国内に独立して存在し続けたが、その領域も翌1919年2月には白軍義勇軍によって制圧された。